# Taomyia marshalli
Taomyia marshalli är en tvåvingeart som beskrevs av Mario Bezzi 1920. Taomyia marshalli ingår i släktet Taomyia och familjen borrflugor. Inga underarter finns listade i Catalogue of Life.